# Teinoptera culminifera
Teinoptera culminifera är en fjärilsart som beskrevs av Calberla 1891. Teinoptera culminifera ingår i släktet Teinoptera och familjen nattflyn. Inga underarter finns listade i Catalogue of Life.